# Twenty Years
Singles de Placebo
English Summer Rain Song To Say Goodbye
Twenty Years est une chanson du groupe de rock Placebo. Elle apparaît en tant qu'inédit sur la collection de singles Once More with Feeling et fut réalisée en single à son tour.
C'est une « pure mélancolie épique, une réflexion sur le temps qui passe et la mortalité » déclare Brian Molko. Tout comme Every You Every Me, Twenty Years est le fruit d'une collaboration avec Paul Campion ; celui-ci ayant inventé le riff principal de la chanson ainsi que le vers anaphorique there are twenty years to go.
Véritable concentré d'électronique en version studio, Twenty Years se révèle véritablement rock en live et se peaufine de prestations en prestations pour devenir l'une des meilleures compositions du groupe.

## Liste des titres du single
- Liste des titres du CD

1. Twenty Years
2. Twenty Years (Fathom remix)

- Liste des titres du LP45

1. Twenty Years
2. Detox Five

- Liste des titres du maxi

1. Twenty Years
2. Detox Five
3. Twenty Years (Osymyso's Birthday remix)
4. Twenty Years (clip vidéo)